# Silk Electric
Albums de Diana Ross
Why Do Fools Fall in Love
(1981) Ross
(1983)
Singles
1. Muscles (en)
Sortie : 17 septembre 1982
2. So Close
Sortie : 7 janvier 1983
3. Who
Sortie : 5 avril 1983 (Pays-Bas)

Silk Electric est le treizième album studio de la chanteuse Diana Ross, sorti le 10 septembre 1982 chez RCA Records.
Il s'agit du deuxième des six albums de Diana Ross publiés par le label RCA au cours des années 1980. Il atteint la 27e place du classement des albums Billboard 200 et la 5e place au classement R&B aux États-Unis, la 33e place de l'Albums Chart au Royaume-Uni et le top 20 en Suède, en Norvège et aux Pays-Bas. L'album est certifié disque d'or aux États-Unis et argent au Royaume-Uni.

## Contenu et historique
L'album contient notamment le single Muscles (en), qui a été écrit et produit par Michael Jackson. Il a été nommé pour le Grammy Award de la meilleure prestation vocale R&B féminine en 1983 et s'est classé classé à la 10e place du Billboard Hot 100 américain. Les autres titres de l'album sont produits par Diana Ross, y compris le single suivant So Close, qui s'est classé dans le top 40 américain, avec des arrangements vocaux en arrière-plan de Luther Vandross. La chanson Who est sortie comme troisième extrait de l'album aux Pays-Bas et atteint la 44e place du Nationale Hitparade. La pochette de Silk Electric est dessinée par Andy Warhol.
La chanson In Your Arms, écrite par Linda Creed (en) et Michael Masser (en), est reprise en duo par Teddy Pendergrass et Whitney Houston sous le titre Hold Me l'année suivante.
L'album est remastérisé et réédité le 2 septembre 2014 par le label Funkytowngrooves et Sony Music sous la forme d'une édition élargie, avec des titres bonus,.

## Liste des titres
| 1. | Muscles (en)       | - Michael Jackson - Diana Ross         | 4:40 |
| 2. | So Close           | - Bill Wray - Rob Mounsey - Diana Ross | 4:14 |
| 3. | Still in Love      | Randy Handley                          | 4:08 |
| 4. | Fool for Your Love | - Bill Wray - Ray Chew - Diana Ross    | 3:48 |
| 5. | Turn Me Over       | Steve Goldstein                        | 1:08 |

| 6.  | Who                 | - Barry Blue - Rod Bowkett                     | 3:38 |
| 7.  | Love Lies           | - Allan Chapman - Michael Hanna                | 3:47 |
| 8.  | In Your Arms        | - Linda Creed - Michael Masser                 | 4:07 |
| 9.  | Anywhere You Run To | David Roberts                                  | 3:31 |
| 10. | I Am Me             | - Freddie Gorman - Janie Bradford - Diana Ross | 3:52 |

## Personnel
Crédits provenant du livret de Silk Electric.
- Diana Ross – chant, arrangements (3, 4, 5), chœurs (3-10)
- Michael Jackson[12] – chœurs (non crédités) (1)
- Patti Austin – chœurs (1)
- Julia Tillman Waters – chœurs (1)
- Maxine Willard Waters – chœurs (1)
- Luther Vandross – chœurs (2), arrangements vocaux de fond (2)
- Tawatha Agee – chœurs (2)
- Cissy Houston – chœurs (2)
- Paulette McWilliams – chœurs (2)
- Denzil Miller – claviers (1)
- Michael Boddicker – synthétiseurs (1)
- Greg Smith – synthétiseurs (1)
- Bill Wolfer[13] – synthétiseurs (1)
- Rob Mounsey – claviers (2, 3, 7), arrangements (2, 3, 7)
- Steve Goldstein – synthétiseurs (2, 5, 10), arrangements (5)
- Ray Chew – claviers (4, 5, 6, 8, 10), arrangements (4, 6, 10)
- Ed Walsh – synthétiseurs (6, 7)
- Paul Shaffer – Fender Rhodes (9), arrangements rythmiques (9)
- Joe Bargar – piano acoustique (9)
- David Williams – guitare (1)
- Eric Gale – guitare (2, 5, 6, 8, 9)
- Jeff Mironov – guitare (2, 5, 6, 8, 9)
- Bob Kulick – guitares solo et rythmique (3, 4, 7, 10)
- Nathan Watts – basse (1)
- Neil Jason – basse (2-9)
- Lucio Hopper – basse (10)
- Jonathan Moffett – batterie (1)
- Yogi Horton – batterie (2-7, 9, 10)
- Rick Marotta – batterie (8)
- Errol "Crusher" Bennett – percussion (10)
- Bill Reichenbach Jr. – arrangements des cordes (1)
- Paul Riser – arrangements des cordes (6, 8, 9), arrangements rythmiques (8)
- Randy Brecker – arrangements des cuivres (9)

### Production
- Producteurs – Michael Jackson (1); Diana Ross (2-10).
- Ingénieurs du son – Ross Pallone et Tom Perry (1); Larry Alexander (2-10).
- Assistant ingénieur du son – Dave Greenberg (2-10)
- Piste 1 enregistrée aux Hollywood Sound Recorders (Hollywood, Californie) ; piste 2-10 enregistrées à la Power Station (New York).
- Mastérisé par Ted Jensen au Sterling Sound (New York).
- Pochette – Andy Warhol

## Classements et certifications
| Classement (1982–83)               | Meilleure position |
| ---------------------------------- | ------------------ |
| Australie (Kent Music Report)      | 84                 |
| Canada (Canadian Albums)           | 44                 |
| États-Unis (Billboard 200)         | 27                 |
| États-Unis (Top Black Albums)      | 5                  |
| Finlande (Suomen virallinen lista) | 8                  |
| Norvège (VG-lista)                 | 12                 |
| Pays-Bas (Mega Album Top 100)      | 14                 |
| Suède (Sverigetopplistan)          | 11                 |
| Royaume-Uni (UK Albums Chart)      | 33                 |

| Classement (1983)             | Position |
| ----------------------------- | -------- |
| États-Unis (Top Black Albums) | 44       |

### Certifications
| Région                                | Certification | Ventes/Streams |
| ------------------------------------- | ------------- | -------------- |
| États-Unis (RIAA)                     | Or            | 500 000^       |
| Royaume-Uni (BPI)                     | Argent        | 60 000^        |
| ^Mise en rayon selon la certification |               |                |